# Bryconaethiops quinquesquamae
Bryconaethiops quinquesquamae és una espècie de peix de la família dels alèstids i de l'ordre dels caraciformes.

## Morfologia
- Els mascles poden assolir 11 cm de longitud total.
- Nombre de vèrtebres: 34-37.[4][5]

## Hàbitat
És un peix d'aigua dolça i de clima tropical.

## Distribució geogràfica
Es troba a Àfrica: Nigèria i el Camerun.